# Huisartsenkring
Een huisartsenkring is in België een vereniging van lokale huisartsen die hun beroep uitoefenen binnen een welbepaalde afgebakende zone. De rechtspersoon is een vereniging zonder winstgevend doel (vzw). De huisartsenkring treedt op als vertegenwoordiger van de vrijwillig aangesloten huisartsen en is het lokale aanspreekpunt voor de huisartsen. De huisartsenkring organiseert ook de bevolkingswachtdienst, meestal via het oprichten van huisartsenwachtposten.

## Overkoepelende verenigingen
Voor het Vlaamse landsgedeelte is de overkoepelende vereniging Domus Medica. Deze instelling vertegenwoordigt de 66 huisartsenkringen van Vlaanderen. Voor Wallonië vertegenwoordigt de Féderation des Associations de Généralistes de la Région Wallonne (FAGW) de 59 Waalse en Duitstalige huisartsenkringen. De Federatie van de Brusselse Huisartsenverenigingen (FAMGB - FBHAV) verenigt de 12 Brusselse huisartsenverenigingen. 

## Opdrachten van de huisartsenkring
De huisartsenkring is de vertegenwoordiger van de lokale huisartsen en het aanspreekpunt voor het lokale beleid. Er zijn acht opdrachten:
1. De eerstelijnszorg en de huisartsenwerking inzake gezondheid bekend maken aan de bevolking.
2. De multidisciplinaire samenwerking tussen de zorgverleners van de eerstelijn verbeteren.
3. Overeenkomsten  afsluiten met de ziekenhuizen om de continue zorg van de patiënten te waarborgen.
4. De toegankelijkheid van de huisartsenpraktijken voor alle patiënten verzekeren.
5. De uitwisseling van gegevens over de gezondheid stimuleren die nodig is om de voortzetting en de kwaliteit van de zorg te verzekeren.
6. De permanentie van de huisartsenpraktijken organiseren door de instelling van een wachtdienst van huisartsen ten minste tijdens de avond- en nachturen en tijdens de weekends en feestdagen.
7. Meewerken aan de organisatie van de preventie van besmettelijke ziekten in het kader van een pandemie, zoals de COVID-19-epidemie.
8. Jaarlijks een rapport indienen bij het Departement Zorg over het totale aantal actieve huisartsen.

## Wetgeving op de huisartsenkringen
De Vlaamse minister van Gezondheidsbeleid bepaalt welke gemeenten een aaneensluitende huisartsenzone vormen. Na 1 januari 2015 moeten de zorgraden van de Eerstelijnszones voorafgaand advies uitbrengen voor een eventuele wijziging van het gebied van de huisartsenzone. In Vlaanderen wordt de huisartsenkring erkend en gesubsidieerd door de Vlaamse Gemeenschap. De verwijzende wet is het "Besluit van de Vlaamse Regering betreffende de huisartsenkringen" van 26 juni 2015.
Voor Wallonië en Brussel gebeurt de erkenning en subsidiëring door het Agence wallonne pour une Vie de Qualité (AVIQ), sinds 1 januari 2016. Voor de opdrachten en erkenning van de huisartsenkringen wordt verwezen naar het koninklijk besluit van 8 juli 2002 en het ministerieel besluit van 28 juni 2002.